# ديودونيه بوغميس
ديودونيه بوغميس (بالفرنسية: Dieudonné Bogmis)‏‏ (12 يناير 1955 - 25 أغسطس 2018)، هو قسيس كاثوليكي كاميروني.